# ميروسلاف كونينغ
ميروسلاف كونينغ (1 يونيو 1972 بنيترا في سلوفاكيا - ) هو لاعب كرة قدم سلوفاكي (وحمل سابقاً جنسية تشيكوسلوفاكيا) في مركز حراسة المرمى. شارك مع منتخب سلوفاكيا لكرة القدم. أما مع النوادي، فقد لعب مع بانيك أوسترافا ومعمورة العزيز سبور ونادي بازل ونادي بانيونيوس ونادي جيلينا ونادي زيورخ ونادي سبارتاك ترنافا ونادي سلوفان براتيسلافا ونادي غراسهوبر زيوريخ ونادي نيترا وFC Concordia Basel ‏.

## مسيرته الكروية
لعب ميروسلاف كونينغ خلال مسيرته الاحترافية مع 11 ناديًا في تسعة عشر موسمًا ولم يسجل خلالها أي هدف ضمن 291 مباراة. حيث فاز في ثلاثة مواسم بالكأس وفي موسمين بالدوري.
خاض ميروسلاف كونينغ مسيرته مع نادي نيترا في موسم 1991–92 ولمدة موسمين، لم يشارك في أي مباراة ولم يسجل أي هدف. ثم انتقل إلى نادي سبارتاك ترنافا في موسم 1993–94 ولمدة موسمين، حيث شارك في 22 مباراة ولم يسجل أي هدف أيضًا. لينتقل بعدها إلى نادي سلوفان براتيسلافا في موسم 1995–96 ليلعب معه خمسة مواسم، مشاركًا في 105 مباراة ولم يسجل أي هدف أيضًا. ثم انتقل إلى نادي غراسهوبر زيوريخ في موسم 1999–00 لمدة موسم واحد، مشاركًا في 8 مباريات ولم يسجل أي هدف أيضًا. هذا وانتقل لاحقًا إلى نادي بازل في موسم 2000–01 لمدة موسم واحد، مشاركًا في 32 مباراة ولم يسجل أي هدف أيضًا. ثم انتقل بعدها إلى FC Concordia Basel ‏ في موسم 2001–02 لمدة موسم واحد، مشاركًا في 6 مباريات ولم يسجل أي هدف أيضًا. ليعود وينتقل من جديد، لكن هذه المرة إلى نادي زيورخ في موسم 2002–03 لمدة موسم واحد، مشاركًا في 28 مباراة ولم يسجل أي هدف أيضًا. لينتقل بعدها إلى نادي معمورة العزيز سبور في موسم 2003–04 لمدة موسم واحد، مشاركًا في 26 مباراة ولم يسجل أي هدف أيضًا. ثم لعب في نادي جيلينا في موسم 2004–05 ولمدة موسمين، مشاركًا في 27 مباراة ولم يسجل أي هدف أيضًا. ليعود ويرتحل عنه إلى نادي بانيونيوس في موسم 2006–07 ولمدة موسمين، مشاركًا في 31 مباراة ولم يسجل أي هدف أيضًا.

## وصلات خارجية
- ميروسلاف كونينغ على موقع الاتحاد الدولي (مؤرشف)  (الإنجليزية)
- ميروسلاف كونينغ على موقع اتحاد تركيا (لاعب) (الإنجليزية)
- ميروسلاف كونينغ على موقع قاعدة بيانات كرة القدم.إي يو (الإنجليزية)
- ميروسلاف كونينغ على موقع ناشيونال فوتبول تيمز (الإنجليزية)